# Heinrich-Heine-Gymnasium (Bottrop)
Das Heinrich-Heine-Gymnasium (kurz: HHG), bis 1971 Städtisches Jungengymnasium, ist das älteste von drei Gymnasien in Bottrop.

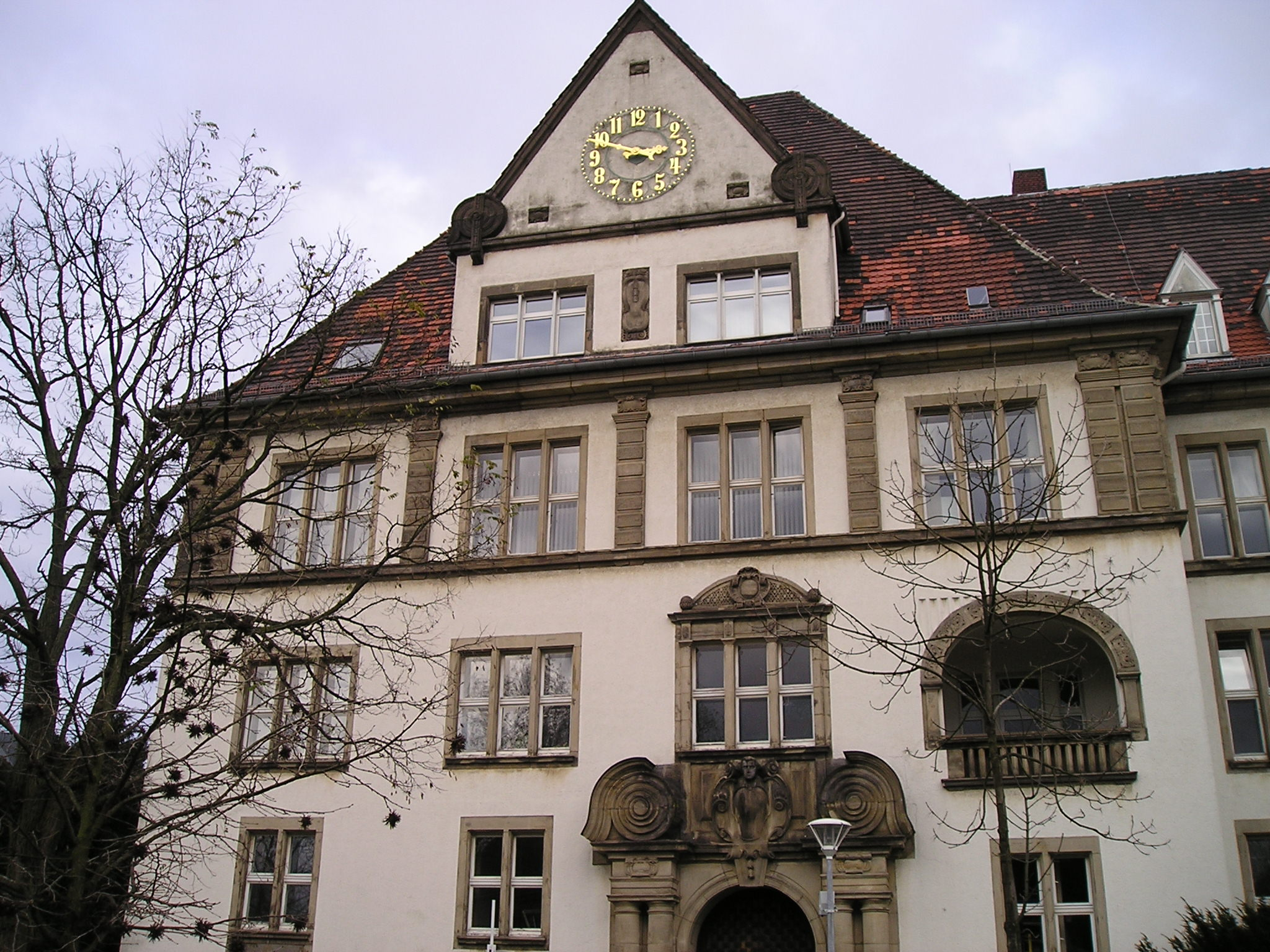
Jungengymnasium Bottrop (1910–1976) – heutiges Kulturzentrum August Everding

## Geschichte
Den Vorläufer des Gymnasiums bildete eine 1869 gegründete kirchliche Rektoratsschule, die mehrmals ihren Standort wechselte und 1903 aus kirchlicher in gemeindliche Verantwortung überging.
1906 wurde die Rektoratsschule am Standort der Osterfelder Straße zum sogenannten Progymnasium ausgebaut, dessen erster Schulleiter Franz Groß wurde. 1908/09 errichtete der Borbecker Architekt Ludwig Becker (1876–1936) den Neubau des Jungengymnasiums an der Blumenstraße / Ecke Böckenhoffstraße, der 1910 eingeweiht wurde (das heutige Kulturzentrum August Everding). Nach der ersten Abiturprüfung 1912 mit fünf männlichen Absolventen erfolgte die Anerkennung als vollwertiges Humanistisches Gymnasium, während am benachbarten Oberlyzeum Mädchen erst ab 1925 ein vollwertiges Abitur erreichen konnten. 1927 wurde die Schule um das Realgymnasium erweitert. Zeitgleich entstand ein Anbau mit Aula und Turnhalle.
Mit Beginn der NS-Zeit begannen auch am Jungengymnasium für jüdische Schüler Diskriminierungen und Repressalien. So heißt es in Augenzeugenberichten, dass 1933 alle jüdischen Schüler „sitzen blieben“, also nicht in die nächste Jahrgangsstufe versetzt wurden. 1938 wurde das Gymnasium in eine Deutsche Oberschule umgewandelt, die in acht statt neun Jahren und mit einer sprachlichen und mathematischen Abteilung zum Abitur führte. Während des Zweiten Weltkriegs kam der Unterrichtsbetrieb zeitwillig zum Erliegen, verursacht durch Bombardierungen, Rekrutierungen von Lehrern und Schülern und Kinderlandverschickungen. 1944 legten nur zwei Schüler, 1945 sogar nur ein Schüler das Abitur ab. Insgesamt 94 Lehrer und Schüler fielen im Krieg, starben durch Kriegseinwirkungen oder gelten als vermisst.
Im Herbst 1945 begann der Rückbau der Deutschen Oberschule und der Aufbau eines humanistischen und mathematisch-naturwissenschaftlichen Gymnasiums. Ab 1966/67 besuchten auch Mädchen die Schule, zuerst im Bereich des neugegründeten Gymnasiums in Aufbauform für Realschulabsolventen, dann auch an der gesamten Schule. 1971 lautete der offizielle Name Städtisches Gymnasium für Jungen und Mädchen. Im gleichen Jahr erfolgte der erste Spatenstich zum Neubau an der Gustav-Ohm-Straße auf dem Gelände einer ehemaligen Ziegelei.
Seit 1976 werden dort alle Schüler unterrichtet. 1977 erhielt das Gymnasium den bis heute gültigen Namen Heinrich-Heine-Gymnasium. Die Feier des 75-jährigen Bestehens wurde um ein Jahr auf 1982 verschoben, um dann auch die neuerbaute Aula (Architekt: Bernhard Küppers) nutzen zu können.
In den 1980er Jahren – zu Zeiten des Kalten Kriegs sowie von Glasnost und Perestroika – war das Erlernen von Russisch ab Jahrgangsstufe 9 sehr beliebt. Von 1983 bis Anfang der 1990er Jahre fanden regelmäßig Fahrten nach Moskau und Leningrad (heutiges St. Petersburg) statt, danach ebbte das Interesse ab. 2007 fand erstmals ein Zentralabitur für ganz Nordrhein-Westfalen statt. Zur gleichen Zeit lief die Umstellung vom neunjährigen Gymnasium zu G8. 2013 machten zwei Jahrgänge Abitur, einer nach 13 Schuljahren (G9), und einer, der nur zwölf Jahre (G8) absolviert hatte. Die Rückkehr zum traditionellen Abitur nach Jahrgangsstufe 13 wurde mit den Fünftklässlern des Schuljahres 2018/19 eingeläutet. Für das Schuljahr 2023/2024 ist die Schule als Bündelungsgymnasium ausgewiesen.
In den letzten Jahren erfolgte eine Sanierung der Gebäude aus den 1970er Jahren. Die vorherige graue Waschbeton-Fassade wurde im Zuge der energetischen Sanierung (Architekt: Strelzig + Klump Bottrop) durch eine helle blau-graue Optik ersetzt. Auch die Dreifach-Turnhalle wurde 2016 grundlegend saniert. Wegen der Umstellung auf G9 und des damit verbundenen erhöhten Platzbedarfs errichtete die Stadt Bottrop von 2022 bis 2024 ein zweigeschossiges Erweiterungsgebäude (Gebäude C) mit fünf Klassenzimmern sowie zwei Musikräumen.

## Profil
In der Jahrgangsstufe 5 gibt es in den Bereichen Sprache, MINT und Musik Möglichkeiten zur Schwerpunktwahl.
- Im sprachlichen Bereich kann in der Jahrgangsstufe 5 neben Englisch der Schwerpunkt LateinPlus gewählt werden (anfangs fünf Stunden Latein plus drei Stunden Englisch). Weitere, spätere an der Schule angebotene Fremdsprachen sind Französisch, Italienisch und Spanisch.

- Im MINT-Bereich der Jahrgangsstufe 5 – 7 werden die naturwissenschaftlichen Fächer (Mathematik, Informatik, Biologie, Physik, Chemie) als Kombination mit unterschiedlichen Schwerpunkten je Halbjahr im Umfang von zwei zusätzlichen Wochenstunden unterrichtet, so dass hier selbständiges Arbeiten und Experimentieren einen höheren Stellenwert als im Regelunterricht haben.

- Im musischen Schwerpunkt der Erprobungsstufe kann der Orchesterkurs gewählt werden, der drei Stunden umfasst und den regulären Musikunterricht ersetzt. An der Schule gibt es weitere musikalische Angebote wie das Symphonische Vororchester und das Symphonie-Orchester sowie Kooperationen mit der Städtischen Musikschule.
- Im künstlerischen Bereich kann in Klasse 8/9 der Differenzierungsbereich „Kunst/Geschichte“ gewählt werden, in der Oberstufe werden Grund- und Leistungskurse für Kunst angeboten.[13]

## Digitalisierung
Seit dem Jahr 2018 werden Klassen der Jahrgangsstufe 5 mit Tablets ausgestattet, durch die das selbstorganisierte Lernen sowie die Medienkompetenz gestärkt werden sollen.

## Schüleraustausch und Fahrten
Neben Klassenfahrten in Klasse 5, 10 und Oberstufe fährt die Jahrgangsstufe 7 zum Skifahren, meistens nach Meransen/Südtirol.
Schon seit den 1960er Jahren findet an der Schule regelmäßig ein Frankreich-Austausch statt. Partnerschulen sind das Lycée „Sacré-Coeur“ in der Bottroper Partnerstadt Tourcoing und das nicht weit entfernte Collège Privé „Sainte-Marie“ in Beaucamps-Ligny. Ein weiterer Austausch wird mit einer Schule im italienischen Ivrea gepflegt.
Seit 2019 besteht eine Schulpartnerschaft mit der Fengtai No.2 Middle School in Peking. Der für 2020 geplante erste Schüleraustausch musste wegen der COVID-19-Pandemie entfallen.

## Weitere Angebote
Es gibt an der Schule eine Nachmittags- und Hausaufgabenbetreuung sowie eine Mensa mit Mittagsgerichten und Snacks.
Die Schulbibliothek dient der Leseförderung und der Informationsbeschaffung für Referate oder Facharbeiten.

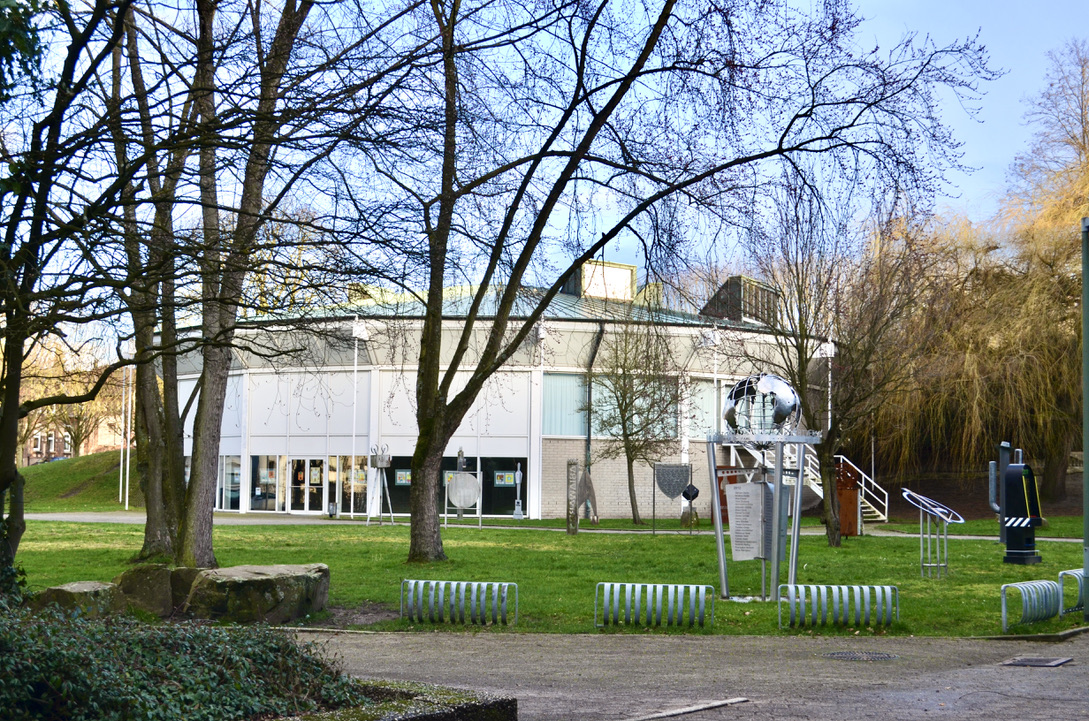
Aula des HHG Bottrop. Architekt Bernhard Küppers

## Personen

### Schulleiter
- 1906–1913 Franz Groß (* 1865; † 1913)
- 1914–1927  Anton Kleffner (* 1861; † 1947)
- 1927–1936  Friedrich Leonard, beurlaubt seit 1935 (* 1884; † 1958)
- 1936–1947  Hans Klingelhöfer (1942 Einberufung in den Krieg, nach Rückkehr 1947 wieder – lediglich für zwei Monate – Schulleiter, dann Wechsel an das Mädchengymnasium Bottrop)
- 1942–1947 wechselnde kommissarische Schulleitungen während des Kriegs, ab 1945 Joseph Engberding und  Josef Heckmann
- 1948–1964  Heinrich Schimmöller (* 1898; † 1981)
- 1964–1987 Bruno Volmer (* 1922; † 2009)
- 1987–2002 Roland Trottenburg (* 1937; † 2022)[17]
- 2002–2014 Martin Welling
- 2014–2016 Mark Pietrek
- Seit 2016 Tobias Mattheis

### Ehemalige Schüler
- Bernhard Zimmermann (Prälat) (1880–1969), Priester; besuchte mit 31 Jahren die Oberprima des Jungengymnasiums
- Gustav Langweg (1897–1950), Oberbürgermeister der Stadt Mülheim an der Ruhr
- Hieronymus Engberding (1899–1969), Benediktinermönch
- Friedrich Reichenstein (1906–2017), israelischer Zeitungsverleger; Sohn des Bottroper Möbelhändlers Max Reichenstein; er besuchte zeitweilig das Bottroper Jungengymnasium, bevor er 1925 in Gelsenkirchen sein Abitur ablegte; Jurastudium, 1931 Promotion; 1935 emigrierte er nach Palästina, seine Eltern wurden Opfer des Holocausts[18]
- Franz Grosse-Brockhoff (1907–1981), Mediziner
- Josef Büscher (1918–1983), Schriftsteller
- August Everding (1928–1999), Theaterintendant
- Erich Hochstädt (1929–2009), Professor
- Franz-Josef Mertens (1934–2017), Bundestagsabgeordneter
- Rudolf Rieks (1937–2024), Altphilologe und Professor
- Bernhard Korte (1938–2025), Mathematiker und Informatiker
- Peter Spary (1940–2025), Verbandsfunktionär und Lobbyist
- Claus Spahn (* 1940), Journalist
- Frank Steglich (* 1941), Physiker
- Heinz-Elmar Tenorth (* 1944), Pädagogik-Professor
- Wolfhard Möller (* 1944), Physiker
- Jürgen Thebrath (* 1947), ehemaliger Stellvertretender Chefredakteur WDR (2001–2011)[19]
- Berthold Possemeyer (* 1951), Opernsänger
- Udo Sträter (* 1952), Kirchenhistoriker und ehemaliger Rektor der Universität Halle-Wittenberg
- Rolf Badenhausen (* 1955), Unternehmer
- Michael Schophaus (* 1956), Journalist und Autor
- Thomas Spahn (* 1957), Journalist
- Ulla Kock am Brink (* 1961), Fernsehmoderatorin
- Jutta Koch-Unterseher (* 1961), Politikerin
- Frank Becker (* 1963), Historiker
- Ludger Klimek (* 1964), Mediziner
- Markus Günther (* 1965), Journalist
- David Schraven (* 1970), Journalist
- Martin Porwoll (* 1971), Volkswirt und Whistleblower
- Telmo Pires (* 1972), Sänger
- Gereon Krebber (* 1973), Bildhauer
- Thomas Grandoch (* 1983), Regisseur
- Thomas Hohler (* 1985), Musicaldarsteller

## Förderverein
Seit 1967 gibt es einen Förderverein. Er unterstützt die Schule finanziell bei der Organisation von Fahrten und Exkursionen, dem Erwerb von Literatur für die Schulbibliothek oder von Computerausstattung.

## Jahresberichte
- Progymnasium i. E. Bottrop: Jahresbericht über das Schuljahr …. Bottrop 1.1906/07 – 3.1908/09. (Digitalisat)
- Gymnasium i. E. mit Ersatzunterricht zu Bottrop i. W.: Jahresbericht über das Schuljahr …. Bottrop 4.1909/10 – 1921/22. (Digitalisat Schuljahr 1909–1911). (Digitalisat Schuljahr 1914/15).
- Städtisches Gymnasium und Realprogymnasium zu Bottrop i. W.: Bericht über das Schuljahr …. Bottrop 1924(1925) – 1926(1927), ZDB-ID 2018027-5.
- Städtisches Gymnasium und Realgymnasium i. E. zu Bottrop: Bericht über das Schuljahr …. Bottrop 1927(1928) – 1929(1930), ZDB-ID 2487322-6.
- Städtisches Gymnasium und Realgymnasium zu Bottrop: Bericht über das Schuljahr …. Bottrop 1930(1931) – 1933(1934), ZDB-ID 2487318-4.
- Städtisches Gymnasium und Realgymnasium zu Bottrop: Jahresbericht. Bottrop 1934/35, ZDB-ID 2514396-7.
- Städtisches Gymnasium und Realgymnasium zu Bottrop: Bericht über das Schuljahr …. Bottrop 1935/36 – 1936/37, ZDB-ID 2514405-4.
- Oberschule für Jungen, Städt. Gymnasium und Realgymnasium in Umwandlung zu Bottrop: Bericht über das Schuljahr …. Bottrop 1937/38 – 1939/40, ZDB-ID 2514421-2.